# Kígyósi Református Egyházközség
A Kígyósi református egyház története
Az 1500-as évek végen, mikor a történelmi Magyarország északkeleti vidékein is elterjedt a reformáció, a vidék nagybirtokosainak, urainak utasítására, illetve attól függően,hogy felvették-e a református hitet avagy nem, a mai Kárpátalja területén is sorra jelentek meg a református egyházközségek. Községünk lakói is új hitre tértek, s 1595-től már önálló egyházat alkottak. A ránk maradt legrégebbi bejegyzés az egyházi anyakönyvben 1800-tól kezdődik, felsorolva a református gyülekezetben szolgáló lelkipásztorokat:
```
                Etédi János (1800-1813)
                Hanya Miklós (1813-1817)
                Gyarmati Mihály (1817-1821)
                Momáromi József (1821-1835)
                Nagy Mihály (1835-1848)
                Nagy József (1848-1849)
                Fazekas Dániel (1849-1857)
                Ferga József (1857-1864)
                Nemes Ferenc (1865-1866)
                Péter Sándor (1867-1873)
                Ferga József (1873-1878)
                Szabó József (1878-1882)
                Kiss Péter (1882-1895)
                Dávid Lajos (1895-1911)
                Tornyai János (1911-1913)
                Fekete János (1913-1913. október)
                Dávid Lajos (1913-1914. május)
                Balogh Zoltán (1914. szeptember 15. - 1917. április 9.)
                Tornyai János (1917. április 9. - 1923. február 4.)
                Huszti Béla (1923. február 4. - 1949. január 12.)
                Szilágyi Endre (1950. február 10. - 1955. március 27.)
                Ruszka Bertalan (1955-1956)
                Huszti Béla (1956. szeptember 16. - 1969. október 5.)
                Forgon Pál (1969-1992)
                Pocsai Vince (1992-2015)
                A lelkészi teendőket 2016-tól a mai napig Iván Gusztáv tiszteletes látja el.
```

Huszti Béla lelkipásztorunk, akit a szovjethatalom több más pappal együtt szibériai munkatáborba száműzött, szerencsés hazatérte után folytatta áldásos tevékenységét gyülekezetünkben. 1956-ban a volt presbitériumi és új tagokkal kiegészítve megalakította a 20-as tanácsot, illetve annak 6 tagú ügyvezető testületét. A nagytiszteletű Huszti Béla emlékére a gyülekezet a templomban emléktáblát emelt a meghurcolt, de nézeteit meg nem tagadó lelkész emlékére.
Sokáig szolgált gyülekezetünkben a később már mint a Kárpátaljai Református Egyház püspökeként Forgon Pál nagytiszteletű úr.
A 90-es évek elején megújult szervezeti formában, a már visszaszolgáltatott volt egyházi tulajdon birtokában Kígyóson is átalakult az egyházközség irányító szerve, annak létszáma 12 fő lett. Ők jelenleg felügyelik az egyház és a gyülekezet életével kapcsolatos ügyeket, a tanács vezetője a mindenkori lelkész.
A kígyósi református templom
Régi kőtemploma a XIV század elejéről való A nép hiedelem a templom alapítását az itt remetéskedő Salamon királynak tulajdonítja. A kígyósi református egyházközösség 1595-ben alakult, akkori hitszónoka Milotai János birtokba vette a hajdani római katolikus templomot, amely a falu szélén emelkedő magaslaton állt. Körülötte még a XIX. században is láthatóak voltak az egykori kolostor romjai.
A templomot a századok során többször átépítették, felújították, jellegzetes középkori építési elemei azonban változatlanok maradtak, XV. században származó falképei viszont sajnos eltűntek.
A templom hajójában, diadalív déli oldalán áll a nyolcszögű, falazott szószék. Karzata eredetileg csak a hajó nyugati oldalán volt, később azonban azt az északi oldalra is megnagyobbították. Nyugati karzaton álló orgonája romantikus stílusban készült.
A templom déli oldalán álló harangtorony négyzetes alaprajzú, kétszintes A templom melletti fa haranglábon egy régi kisharang csüng e felirattal ,,Sanctus Paulus ora pro nobis!-,,Szent Pál, imádkozz érettünk!- kétségtelen a kisberegi pálosok maradványa. Ugyancsak Lehoczky Tivadar emlékezett meg a templom ezüst áldozó kelyhéről, melyet 1646-ban Nagykeresztesi János és neje Szabó Zsuzsanna ajándékozott az egyházközösségnek. Egy másik régi tányérát a Debreceni Református Gyűjteményben őrzik.
Anyakönyve 1765-től kezdődik Váru Mihály papságában. 1829-ben a régi templom megújította. Karzattal, körszékkel ellátott, de azért a tiszteletre méltó ódonságot megőrizte.
1960-ban a karzatot kibővítették, mivel szükség volt a férőhelyekre. 1994-ben a templom belső nagyjavításakor a szószéket faburkolattal vették körül, ugyanúgy, mint a szószék és mózesszék mögötti falrészt is.
A templomnak nincs tornya. A fából ácsolt harangtoronynak különlegessége, hogy kötőelem nélkül épült, rögzítések csapolással és faszegekkel vannak megoldva. A harangtorony építésének éve 1828.
A toronyban két harang lakik. A kisebbik harang még a hajdani Pálos-rendi férfi kolostortól maradt fenn. A nagy harangot 1646. évének február hónap 12-én az itt élő uraság adományozta a gyülekezetnek.
A kegytárgyak közül három ezüst kehely emelhető ki, egy bor töltögetésére szolgáló kanna, két szép kivitelű tányér az Úrvacsorai kenyér felszolgálására. Ezek az edények ónból készültek.
A kígyósi református templom a Kárpátalja falvainak egyik legősibb építménye, odafigyeléssel és kellő karbantartással méltón szolgálja a kigyósi református hívek lelki ápolását.